# Quarto d'Altino
Quarto d'Altino é uma comuna italiana da região do Vêneto, província de Veneza, com cerca de 7.225 habitantes. Estende-se por uma área de 28 km², tendo uma densidade populacional de 258 hab/km². Faz fronteira com Casale sul Sile (TV), Marcon, Meolo, Mogliano Veneto (TV), Musile di Piave, Roncade (TV), Venezia.

## Demografia
| Variação demográfica do município entre 1861 e 2011                               |
|                                                                                   |
| Fonte: Istituto Nazionale di Statistica (ISTAT) - Elaboração gráfica da Wikipedia |